# Jüdische Gemeinde Straubing
Eine jüdische Gemeinde besteht in Straubing seit der Mitte des 13. Jahrhunderts. Sie bildet trotz ihrer wechsel- und mitunter leidvollen Geschichte das Zentrum jüdischen Lebens in Niederbayern. Ihre Synagoge ist die einzige verbliebene in Niederbayern. Daher umfasst das Gemeindegebiet ganz Niederbayern, mit Filialorten in Deggendorf, Landshut, Passau, Plattling und Vilshofen.

## Geschichte

### Mittelalter bis 1906
Die Existenz von Juden in der Stadt Straubing ist seit Mitte des 13. Jahrhunderts belegt. Formal unterlagen diese der Rechtsprechung der bayerischen Herzöge des Herzogtums Bayern-Straubing beziehungsweise nach 1425 des Herzogtums Bayern-München. Mehrfach erlitt die Gemeinde jedoch Verfolgung und schwere Pogrome. Die von Deggendorf ausgehende Verfolgung von Juden sprang gegen Ende des Jahres 1338 auch auf Straubing über und endete mit Plünderungen und Mord an Juden durch Verbrennen. Der Herzog griff in die judenfeindlichen Umtriebe nicht ein und befreite stattdessen die Bürger per Dekret von allen Schulden an Juden. Bereits wenige Jahre später wurden erneut alle jüdischen Personen während der Judenverfolgungen zur Zeit des Schwarzen Todes 1348–49 ermordet.
Nach den Pogromen der Pestzeit ließen sich ab 1366 wieder einige jüdische Familien in der Stadt nieder. Trotz der schweren Verfolgungen und Diskriminierungen im täglichen Leben blühte das geistige und kulturelle Leben der jüdischen Gemeinde in der Folgezeit auf. Das jüdische Viertel der Stadt lag bis in die Neuzeit in der Judengasse (heute Rosengasse). Da ihnen der Zugang zu traditionellen Zunftberufen verwehrt war, waren auch die Straubinger Juden wie in den meisten anderen Städten Europas vor allem in Geldhandel und Finanzgewerbe tätig. Der bedeutendste Geldhändler des 15. Jahrhunderts war der von den Herzögen mit Privilegien ausgestattete Michel von Straubing.
Vermutlich im Jahr 1442 wurden einige Jahre nach Regierungsantritt Herzog Albrechts alle Juden aus Straubing vertrieben. Sie flohen zumeist in die umliegenden Städte Landshut und Regensburg. Damit kam das jüdische Leben in der Stadt Straubing ab Mitte des 15. Jahrhunderts für nahezu 400 Jahre zum Erliegen. Erst im Zuge der Etablierung von universellen Bürgerrechten konnten sich ab Mitte des 19. Jahrhunderts wieder jüdische Menschen in der Stadt niederlassen. 1867 wurden 4 jüdische Einwohner gezählt, 1871 22, 1880 36, 1890 41. Nachdem die Zahl jüdischer Familien in Straubing stetig angestiegen war, wurde 1897 unter Vorsitz des Bankiers Salomon Lippmann ein Betsaal und damit eine jüdische Gemeinde im eigentlichen Sinne gegründet.

### 1907 bis 1932

Einladung zur Einweihung der Synagoge aus dem Jahr 1907

Das Jahr 1907 markiert einen Meilenstein in der jüdischen Geschichte Straubings, da in diesem Jahr die bis heute bestehende Synagoge in der Wittelsbacherstraße 2 errichtet wurde. Sie wurde nach Plänen des Architekten Hans Dendl im neoromanischen Stil in nur fünf Monaten erbaut und vom Regensburger Bezirksrabbiner betreut.
Unter den Gefallenen des Ersten Weltkrieges befanden sich auch einige Mitglieder der Straubinger jüdischen Gemeinde. 1923 wurde ein jüdischer Friedhof angelegt. Im Jahr 1925 zählte die jüdische Gemeinde bereits 102 Personen. Das jüdische Leben in Straubing florierte. Es entstand eine Reihe jüdischer Vereine, wie etwa die 1908 gegründete Chewra Kadischa, die wohltätige Ziele verfolgte und das Bestattungswesen innehatte, und ein Israelitischer Frauenverein. 1932 lebten 115 jüdische Personen in Straubing. Aus den umliegenden niederbayerischen Städten gehörten außerdem 45 Personen in Landshut, 48 in Passau, 21 in Vilshofen, 15 in Deggendorf und 13 in Plattling der Straubinger Gemeinde an. Weiterhin gab es zahlreiche jüdische Geschäfte und Gewerbebetriebe in der Stadt.

### 1933 bis 1945
Sofort nach der nationalsozialistischen Machtübernahme ging das neue Regime unverzüglich mit brutaler Gewalt gegen die 110 Straubinger Juden vor. Im März 1933 wurde der Händler Otto Selz von SA-Leuten in einen Wald bei Landshut verschleppt und ermordet. Ab August 1933 war Juden das Baden in der Donau untersagt. Jüdische Geschäfte wurden mit einem generellen Boykott überzogen, dem sog. Judenboykott, dessen Einhaltung die NSDAP streng überwachte. In den folgenden Jahren emigrierten immer mehr Juden aus Straubing.
Am 9. November 1938 wurde während des Novemberpogroms die Inneneinrichtung der Synagoge verwüstet und ein jüdisches Geschäft geplündert. Im Gegensatz zu vielen anderen reichsweiten Pogromen in Deutschland blieb die Synagoge selbst jedoch erhalten. SS-Leute hatten bereits Benzin bereitgestellt, um die Synagoge in Brand zu setzen. Ein Einspruch des Feuerwehrkommandanten, der ein Übergreifen der Flammen auf umliegende Gebäude befürchtete, rettete die Synagoge in letzter Minute. Alle jüdischen Männer und ein Teil der Frauen wurden verhaftet. Von den 30 Gemeindemitgliedern, die im April 1942 noch in Straubing lebten, wurden 21 nach Piaski bei Lublin deportiert und ermordet, fünf im September 1942 und einer im Februar 1945 ins KZ Theresienstadt deportiert.

### Nach 1945
Unmittelbar nach Kriegsende wurde bei der Polizei eine Kiste abgegeben. Sie enthielt die Torarollen, Kerzenleuchter und verschiedene Kultgegenstände, die bei der Stürmung und Plünderung der Synagoge während des Novemberpogroms erbeutet worden waren. Es ließ sich nicht rekonstruieren, welcher der SS-Männer die Gegenstände heimlich in Sicherheit gebracht hatte und bis Kriegsende aufbewahrte.
Außerdem kehrten kurz nach Kriegsende drei Mitglieder der ehemaligen jüdischen Gemeinde nach Straubing zurück. Im Februar 1946 gründeten Überlebende von Konzentrationslagern, sogenannte Displaced Persons, die sich in Straubing zusammengefunden hatten, eine neue jüdische Gemeinde. Zuvor hatten im Mai 1945 etwa 700 Displaced Persons unter Leitung eines amerikanischen Rabbiners einen Dankgottesdienst in der noch schwer beschädigten Synagoge abgehalten.
Nach Gründung des Staates Israel 1948 verließ ein großer Teil der jüdischen Personen, die sich vorübergehend in Straubing niedergelassen hatten, die Stadt. Dennoch existierte die Gemeinde weiter. 1976 umfasste sie 126 jüdische Personen, mehr als zur Vorkriegszeit.
Anlässlich des 80-jährigen Bestehens der Synagoge wurde eine weitreichende Renovierung durchgeführt. Zum Synagogen-Komplex gehören auch ein Gemeindezentrum und eine Mikwe. Nach dem Zusammenbruch der Sowjetunion und der Förderung jüdischer Zuwanderung durch die Bundesregierung stieg die Zahl der Gemeindemitglieder seit den 1990er Jahren stark an. Die Gemeinde zählte 2008 zirka 1.700 Mitglieder.

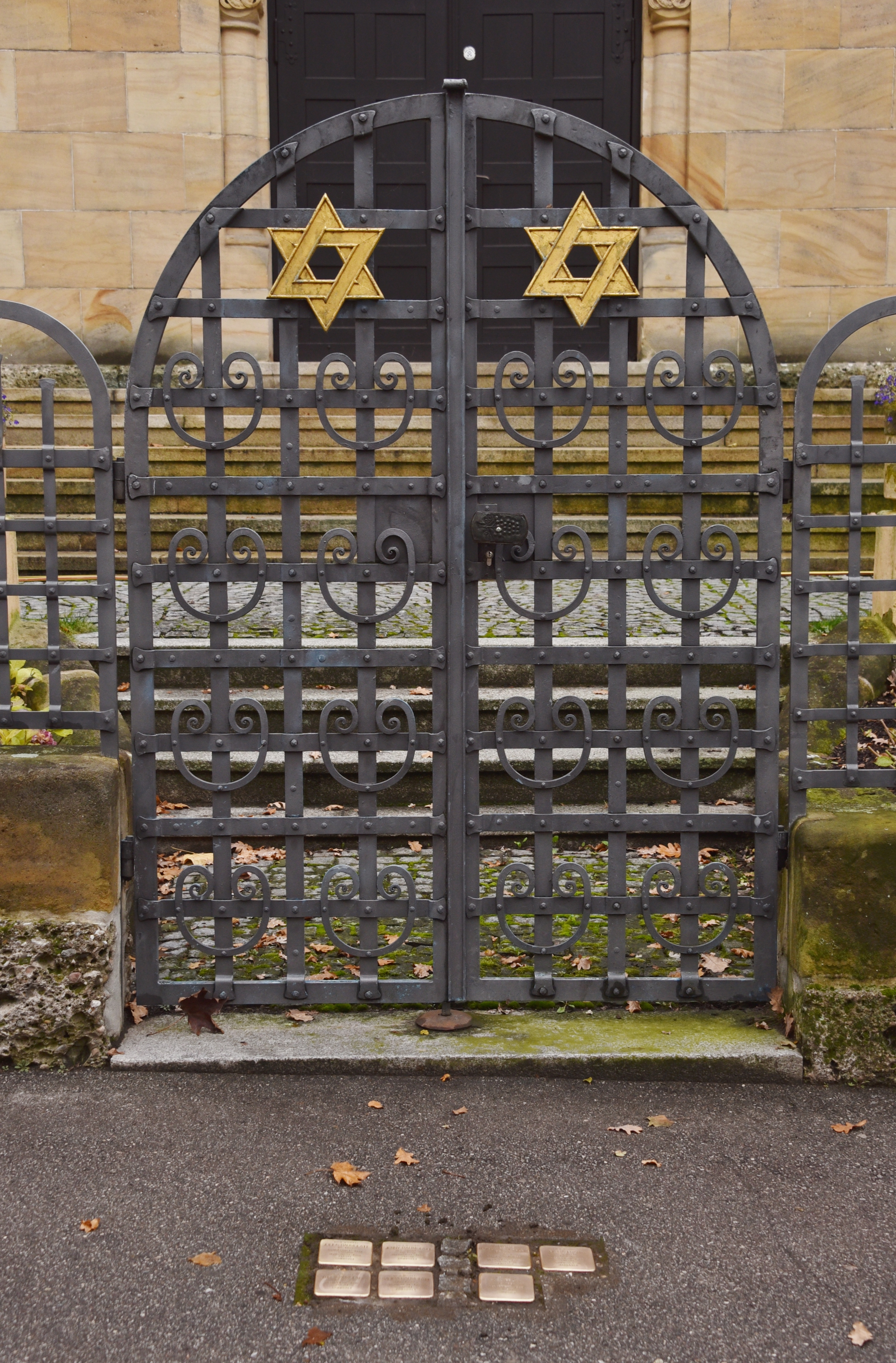
Stolpersteine vor dem Eingang der Straubinger Synagoge

Durch die Verzehnfachung der Gemeindemitgliederzahl innerhalb von nur 20 Jahren waren die Räumlichkeiten zu klein geworden, so dass im Jahr 2006 ein Erweiterungsbau auf dem Grundstück der Synagoge fertiggestellt wurde. Die Baukosten hierfür beliefen sich auf 870.000 Euro, wovon die Bayerische Staatsregierung knapp die Hälfte beisteuerte. Neben einem neuen Gemeindesaal für 250 Personen steht nun auch ein Archiv, eine Bibliothek und ein Freizeitraum für Jugendliche zur Verfügung. Außerdem wurde im Jahr 2002 ein neuer Friedhof im Stadtteil Lerchenhaid angelegt.
Im Jahr 2007 wurde im Beisein des bayerischen Staatsministers Erwin Huber sowie weiterer Personen des politischen, kulturellen und geistlichen Lebens das hundertjährige Bestehen der Synagoge in Straubing gefeiert. Am 13. August 2008 und am 24. April 2013 verlegte der Künstler Gunter Demnig insgesamt 18 Stolpersteine zum Gedenken an Straubinger Opfer der Vertreibung durch die Nationalsozialisten und der Shoah.
Stand 2021 hatte die Kultusgemeinde Straubing-Niederbayern 819 Mitglieder.
Shlomo Appel (1933–2013) betreute die Gemeinde 13 Jahre lang als Rabbiner. Israel Offmann (1925–2018) war als langjähriger Vorsitzender der Kultusgemeinde wesentlich an ihrem Wiederaufbau nach 1945 beteiligt.